# Makar Kraucou
Makar Kraucou (biał. Макар Краўцоў, Makar Kraŭcoŭ; właśc. Makar Kościewicz, biał. Макар Мацьвеевіч Касьцевіч; w polskich publikacjach również jako Makar Krawcow) (ur. 18 sierpnia 1891 w Bobrowni k. Grodna, zm. po 1939 w ZSRR) – białorusko-polski poeta, tłumacz, publicysta, żołnierz, działacz narodowy i polityk socjaldemokratyczny, autor słów hymnu Białorusi z 1919 roku.

## Życiorys
Urodził się w rodzinie zamożnych chłopów na Grodzieńszczyźnie. Ukończył szkołę parafialną w Haławaczach, później kształcił się w seminarium duchownym w Świsłoczy. Pracował jako nauczyciel języka białoruskiego i rosyjskiego w szkole.
W 1915 zmobilizowany do wojska, walczył na froncie północno-zachodnim.
W grudniu 1917 uczestniczył w I Wszechbiałoruskim Zjeździe w Mińsku. Wykładał na kursach białorutenoznawstwa przy radzie miejskiej Mińska, pracował jako nauczyciel w szkołach.
W 1918 włączył się w działalność Białoruskiej Partii Socjalistów-Rewolucjonistów, był członkiem Rady BRL. W 1920 walczył w powstaniu słuckim, podczas którego kierował drukarnią w Klecku.
Po klęsce powstania przeszedł przez polską granicę i zamieszkał w Wilnie. W latach 1922–1923 uczył w białoruskim gimnazjum w Radzoszkowicach. Redagował czasopismo „Sacha”. W 1927 zaangażował się w prace Białoruskiego Towarzystwa Naukowego w Wilnie.
Jako publicysta publikował już od 1916 w „Homanie”, „Zwonie”, „Biełaruskim życcju”, „Biełaruskich wiedamasciach”, „Biełarusi”, „Naszej dumce”, „Małance”, „Hramadzkim Hołasie”, „Biełaruskim słowie”, „Sjaljanskiej Niwie”, „Biełoruskoj kulturze”, „Biełoruskim dniu” – często pod pseudonimem „Jazep Swiatazar” („Язэп Сьвятазар”).
Za działalność antypaństwową aresztowany przez władze polskie II RP, wypuszczony po kilku miesiącach. Był członkiem zarządu głównego Towarzystwa Szkoły Białoruskiej w Wilnie (1936–1937).
W październiku 1939 pracował w redakcji „Wilenskiej praudy”. Jeszcze przed wkroczeniem Litwinów do Wilna zdążyło go aresztować NKWD, wywieziony na wschód – dokładna data i miejsce śmierci nieznane.

## Publikacje
- Рада Беларускай Народнай Рэспублікі, Wilno 1921

### Przekłady na język białoruski
- Алеся A. Kupryna
- Mcyry M. Lermontowa (Wilno 1924)
- Расказы аб вялікіх падзеях розных часоў і народаў M. Rybakina (Wilno 1924)
- Дэман M. Lermontowa (Wilno 1926)
- Бартэк-пераможнік H. Sienkiewicza (Wilno 1926)
- Сьляпы музыка W. Korolenki (Wilno 192)
- Прынц і жабрак M. Twaina (Wilno 1928)
- Для дзяцей L. Tołstoja (Wilno 1928)
- Тарас Бульба M. Gogola (Wilno 1929)

Makar Kraucou jest autorem słów hymnu Białoruskiej Republiki Ludowej „My wyjdziem szczylnymi radami”.